# ライナー・ブリューデルレ

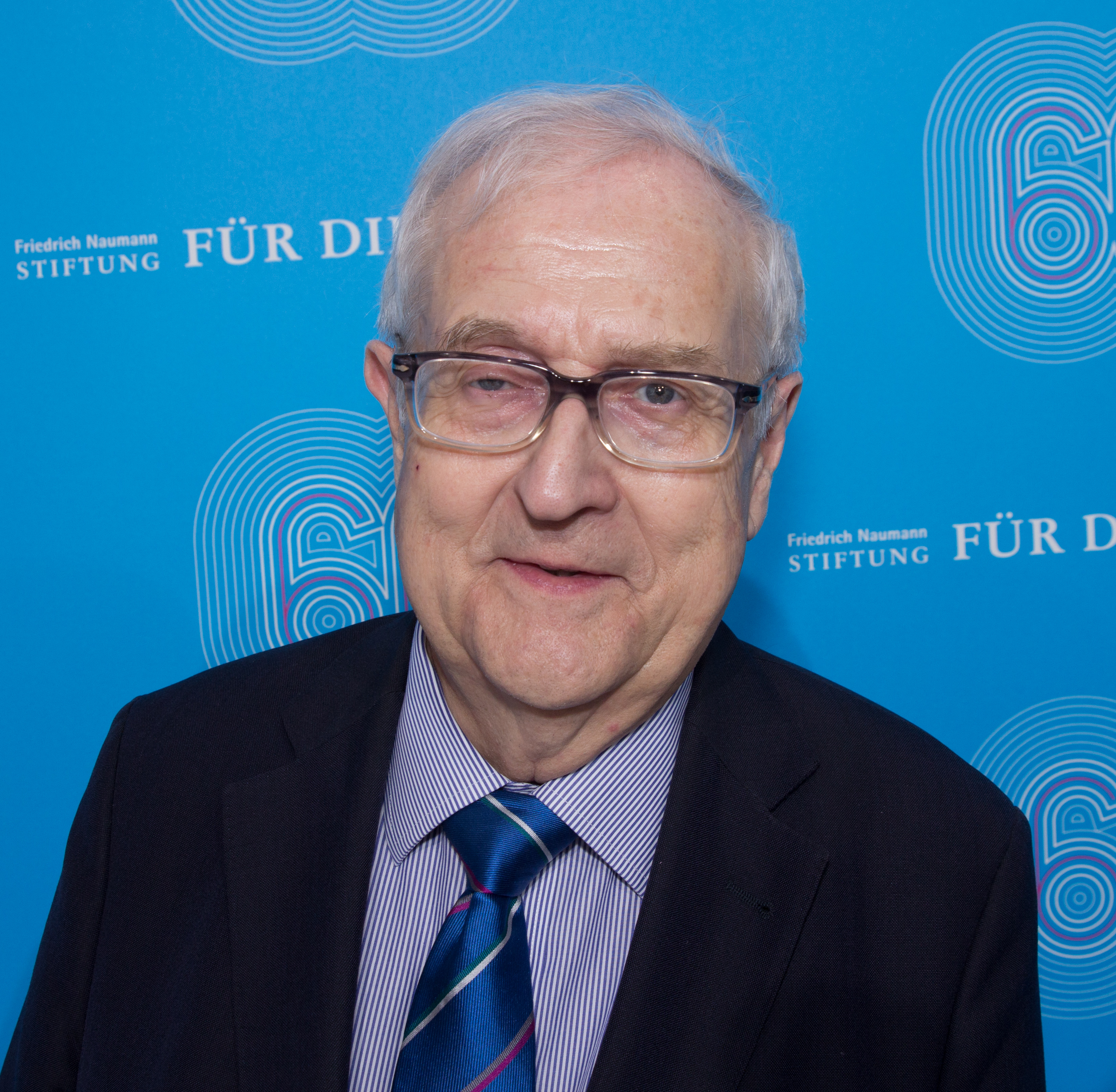

ライナー・ブリューデルレ（Rainer Brüderle、1945年6月22日 - ）は、ドイツの政治家。所属政党は自由民主党（FDP）。2009年より2011年までアンゲラ・メルケル内閣で経済・技術相を、またラインラント＝プファルツ州経済相などを歴任した。

## 経歴
ベルリンに生まれる。3歳のときから父親が繊維販売業を始めたランダウ・イン・デア・プファルツで育つ。1964年にアビトゥーアに合格し、出版学、法学、政治学をマインツ大学で学び、1971年に卒業。マインツ大学で助手を務め、1975年から1981年までマインツ市経済・交通振興局長を、1977年から経済局長を務める。1981年から1987年までマインツ市経済部長。夫人と共にマインツ市ゴンゼンハイム区に在住。
1973年、自由民主党（FDP）に入党。1981年から1987年まで党のラインヘッセン＝フォーダープファルツ地区代表を務める。1983年からは州のFDP代表に就任し、党の連邦執行部入り。1987年、ラインラント＝プファルツ州議会議員に初当選。1987年に短期間州議会党議員団長を務める。1987年6月、ベルンハルト・フォーゲル州首相（ドイツキリスト教民主同盟＝CDU）の内閣に経済・交通相として入閣。1988年12月にその後を継いだカール＝ルートヴィヒ・ヴァーグナー州首相の内閣でも留任し、州副首相を兼任した。1991年の州議会選挙でCDUが大敗すると、FDPはドイツ社会民主党（SPD）に連立相手を替え、ブリューデルレはSPDのルドルフ・シャーピング州首相の内閣に同じく経済・交通相兼副首相として入閣した。1994年にシャーピングが国政に転じ成立したクルト・ベック州首相の内閣にも留まる。1995年にFDP連邦副代表に就任。
1998年、ドイツ連邦議会選挙に出馬し当選、州の職を辞した。同時に連邦議会院内総務代行に就任。2004年にドイツ連邦共和国功労勲章大十字章を受章。2009年10月、総選挙の結果連立組み替えが起きてFDPが与党入りしたため、第2次メルケル内閣に経済・技術相として入閣した。フィリップ・レスラーのFDP新党首就任に伴い、党大会で連邦議会党院内総務に選出され、2011年5月に大臣職を退任した。2013年ドイツ連邦議会選挙ではFDPは得票率が5%に達せず、規定によりブリューデルレはじめ全議員が議席を失った。
2013年の落選後はマインツに事務所を開設し、コンサルタント業務をしている。